# Норден
Норден (на немски: Norden, Nörden) е град в Източна Фризия, Долна Саксония, Германия, с 25 117 жители (2015).
Намира се близо до брега на Северно море.